# أثمان ثنائي الأزهار
أثمان ثنائي الأزهار (الاسم العلمي: Ipomoea biflora) نوع من جنس الأثمان وفصيلة المحمودية.